# 2000 في إيران
فيما يلي قوائم الأحداث التي وقعت خلال عام 2000 في إيران.

## سياسة

### تعيين في المنصب
- 28 مايو – غلام علي حداد عادل عضو مجلس الشورى الإسلامي.

### انتهاء فترة المنصب
- 27 مايو – حسن روحاني عضو مجلس الشورى الإسلامي.

## أفلام
من الأفلام التي صدرت هذه السنة في إيران:
- 1 يناير – الدائرة من إخراج جعفر بناهي.
- 1 يناير – اللوح الأسود من إخراج سميرة مخملباف.

## مواليد

### يناير
- 1 يناير – جولبارج باشي
- 1 يناير – حسين سرودي لاعب كرة قدم إيراني.
- 1 يناير – علي بارتوفي رائد أعمال من الولايات المتحدة الأمريكية.
- 1 يناير – محمد رضا نعمت زاده
- 1 يناير – محمود علوي سياسي إيراني.

### أغسطس
- 11 أغسطس – برهام مقصودلو لاعب شطرنج إيراني.

## وفيات

### يناير
- 1 يناير – أمير خسرو أفشار (مواليد 1918) دبلوماسي إيراني.
- 1 يناير – علي الأحمدي الميانجي (مواليد 1926)

### يوليو
- 24 يوليو – أحمد شاملو (مواليد 1925)

### أكتوبر
- 5 أكتوبر – فريدون كرايلي (مواليد 1942)
- 24 أكتوبر – فريدون مشيري (مواليد 1926) كاتب إيراني.